# Јохан Пахелбел
Јохан Пахелбел (Нирнберг, 1. септембар 1653 — Нирнберг, 3. март 1706) био је немачки барокни композитор, оргуљаш и професор музике. Сматра се највећим оргуљашем јужне немачке школе. Компоновао је духовну и световну музику и допринео развоју прелида и фуга.
Његово дело је било изузетно популарно међу савременицима. Имао је много ученика тако да је постао узор композитора јужне и централне Немачке. Данас је од његових многобројних дела најпознатији канон у Д дуру.
На његов музички развој утицали су јужнонемачки (Фробергер, Керл) и италијански (Фрескобалди) композитори. Пахелбелова дела су углавном контемплативна и мелодична. Имао је склоност ка једноставнијим контрапунктовима, јасне мелодије и хармоније. По томе се његова музика разликује од виртуозне музике савременика Дитриха Букстехудеа, мада међу њима има и сличности (експерименти у саставу камерног оркестра и вокалним делима).